# Accrétion
 (août 2024).
Si vous disposez d'ouvrages ou d'articles de référence ou si vous connaissez des sites web de qualité traitant du thème abordé ici, merci de compléter l'article en donnant les références utiles à sa vérifiabilité et en les liant à la section « Notes et références ».
L’accrétion est, en astrophysique, en géologie, en médecine et en météorologie, la constitution et l'accroissement d'un corps, d'une structure ou d'un objet, par apport ou agglomération de matière, généralement en surface ou en périphérie de celui-ci.

## Astronomie

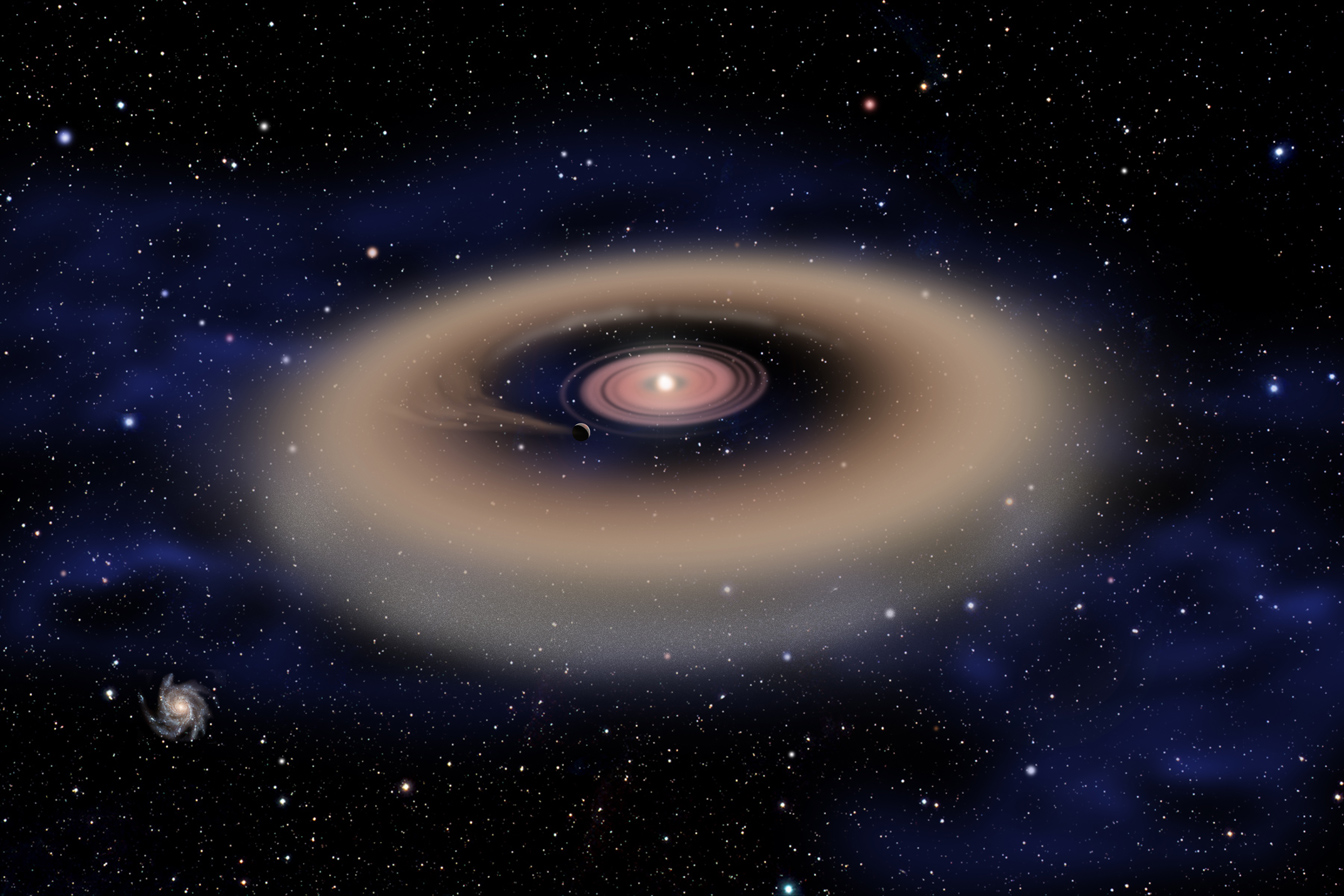
Vue d'artiste d'un disque protoplanétaire autour d'une géante gazeuse en formation.

L'accrétion désigne la capture de matière par un astre sous l'effet de la gravitation. L'accrétion a lieu dans de nombreux contextes astrophysiques, lorsqu'un objet compact est situé dans un environnement de matière diffuse, notamment :
- les étoiles en formation ;
- les planètes en formation ;
- les novae ;
- les trous noirs, en particulier dans les noyaux actifs de galaxies.

L'accrétion transforme l'énergie mécanique du système objet-matière en énergie thermique (chaleur) et, par voie de conséquence, en rayonnement. Deux phénomènes concourent à libérer cette énergie :
- la matière orbitant autour de l'étoile est freinée par des processus dissipatifs (par ex. viscosité turbulente) et finit par tomber sur l'objet compact ; cette perte d'énergie potentielle se traduit par un chauffage de la matière.
- au moment de sa chute sur l'objet compact la matière perd une grande partie de son énergie cinétique de chute ; ce phénomène libère cette énergie sous forme thermique.

Vue d'artiste d'un disque d'accrétion autour d'un trou noir.

Le type de rayonnement émis lors de l'accrétion dépend de l'ordre de grandeur du taux d'accrétion (masse accrétée par unité de temps) et de la gravité. Les étoiles jeunes de type solaire, dont le champ de gravité est modéré, dégagent généralement un excès infrarouge lié au freinage de la matière et un excès ultraviolet lié à la chute de la matière sur la surface de l'étoile. L'accrétion autour des trous noirs dégage essentiellement des rayons X et gamma en raison de la forte gravité qu'ils génèrent.
Autour des étoiles et des planètes en formation, et des trous noirs la matière accrète selon le plan équatorial du système et forme un disque d'accrétion. Cette accrétion est alors souvent accompagnée de flots polaires d'éjection, pouvant soustraire une proportion significative de matière du disque.

## Géologie
L'accrétion en géologie recouvre différents phénomènes dont le principe est l'accumulation de matière de nature et d'origine différente par le processus de subduction, collision ou tout autre processus. Ce terme est notamment utilisé lorsque le phénomène à l'origine de cette accumulation n'est pas identifié.

### Accrétion océanique
L'accrétion océanique est le phénomène qui aboutit à la création de lithosphère océanique au niveau des dorsales océaniques. En résumé, les plaques tectoniques entraînées dans le manteau, au niveau des zones de subduction à une de leurs frontières (exemple : la frontière occidentale de la plaque nord-américaine), s'écartent des autres (la frontière orientale de la plaque nord-américaine, au milieu de l'océan Atlantique). Cet écartement entraîne la remontée de l'asthénosphère au niveau des dorsales océaniques, l'apparition de magma et la formation d'une nouvelle lithosphère océanique.

### Prisme d'accrétion

Schéma en coupe d'un arc volcanique montrant le prisme d'accrétion (à droite, en vert).

Un prisme d'accrétion est un prisme sédimentaire qui se trouve dans une fosse au niveau d'une zone de subduction. La plaque tectonique océanique plongeante (subduite) fait s'accumuler les sédiments marins et les comprime contre la plaque susjacente (chevauchante). Il se forme un prisme de sédiment seulement si l'angle de la subduction (le plan de Wadati-Benioff) est faible. Les sédiments sont comprimés jusqu'à former des écailles qui se redressent venant former un bourrelet caractéristique de la subduction, et qui peut parfois émerger par endroits. L'île de la Barbade en est un exemple notoire.

### Accrétion au niveau d'un point chaud

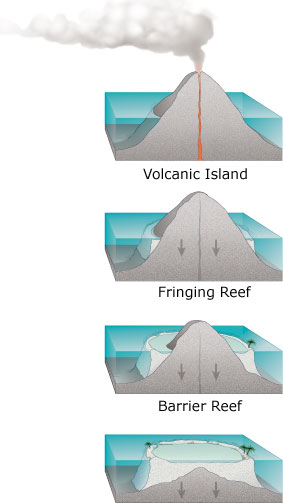
Formation d'un récif corallien.

Est appelé accrétion le phénomène d'accroissement d'une région continentale ou océanique par apport de matière. Les îles volcaniques naissent de l'accrétion, la matière est apportée par les éruptions volcaniques qui dégagent de la lave. En s'accumulant au fil du temps cette lave peut atteindre la surface de l'eau et s'élever au-dessus. L'île de La Réunion naquit ainsi, tout comme l'archipel d'Hawaï.
Le processus de formation des atolls est donc l'accrétion. Le corail se dépose sur les flancs immergés d'une île à partir desquels il se développe en récif corallien jusqu'à croître au point d'affleurer à la surface de l'eau. Il se forme ainsi une barrière naturelle qui casse les courants marins et limite considérablement le renouvellement de l'eau piégée entre la barrière et les côtes de l'île. Le bassin ainsi formé est appelé lagon.

## Médecine
Ensemble des phénomènes selon lesquels croissent certaines formations pathologiques telles que les calculs biliaires ou urinaires.

## Météorologie
En météorologie, l'accrétion désigne le grossissement d'un hydrométéore rencontrant une goutte d'eau en surfusion, qui gèle au moment de l'impact.